# Julio Terrazas Sandoval
Julio Terrazas Sandoval, CSsR (Vallegrande, Bolivia; 7 de marzo de 1936 - Santa Cruz de la Sierra, Bolivia; 9 de diciembre de 2015) fue un cardenal y arzobispo boliviano. Ocupó el cargo de obispo de la Diócesis de Oruro, y también fue el arzobispo del municipio de Santa Cruz de la Sierra. Fue el primer cardenal de la Iglesia católica nacido en Bolivia, y se caracterizó por defender los derechos humanos: primero, los derechos civiles y políticos frente a diferentes gobiernos de facto de su país comenzando por su resistencia a la dictadura que lideró Hugo Banzer Suárez (1971-1978), y más tarde por la defensa de los derechos económicos y sociales frente a las políticas económicas de carácter neoliberal de Víctor Paz Estenssoro. Formó parte del cónclave de 2005, y fue uno de los 19 cardenales electores latinoamericanos que participaron del cónclave de 2013 en el que se eligió al argentino Jorge Bergoglio como papa.

## Formación y sacerdocio
Realizó sus estudios básicos y parte de sus estudios secundarios en su ciudad natal. Posteriormente ingresó en el seminario de los padres de la Congregación del Santísimo Redentor en Chile, donde en el año 1952 obtuvo el título de bachiller. En 1956 realizó su noviciado en la provincia de Salta, Argentina, y en 1957 pronunció su profesión religiosa. En este año comenzó sus estudios de Filosofía y Teología en el Instituto San Alfonso de los padres Redentoristas de Córdoba (Argentina). 
Fue ordenado sacerdote en su ciudad nata (Vallegrande), el día 29 de julio del año 1962 por el obispo Mons. Bernardo Leonardo Fey Schneider,  y más tarde continuó con sus estudios universitarios, donde se trasladó ha Lille en Francia para obtener el título de Pastoral Social en la Universidad de Emacas. En 1973 fue designado como delegado de la CSsR en Roma.

## Carrera episcopal
El día 15 de abril del año 1978, el papa Pablo VI lo nombró Obispo auxiliar de la Arquidiócesis de La Paz y obispo titular de Apisa Maius, y recibió el Sacramento del orden episcopal por el cardenal José Clemente Maurer el 8 de junio del mismo año.

### Obispo y arzobispo
Juan Pablo II, lo nombró el día 9 de enero del año 1982, nuevo Obispo de la Diócesis de Oruro, sustituyendo al anterior obispo Mons. René Fernández Apaza, hasta que el día 21 de febrero del año 1991, lo sucedió el nuevo obispo Braulio Sáez García, siendo Monseñor  Julio Terrazas  ascendido al cargo de nuevo arzobispo de la Arquidiócesis de Santa Cruz de la Sierra. Entre los años 1985 y 2012, fue  Presidente de la Conferencia Episcopal Boliviana.

### Cardenal

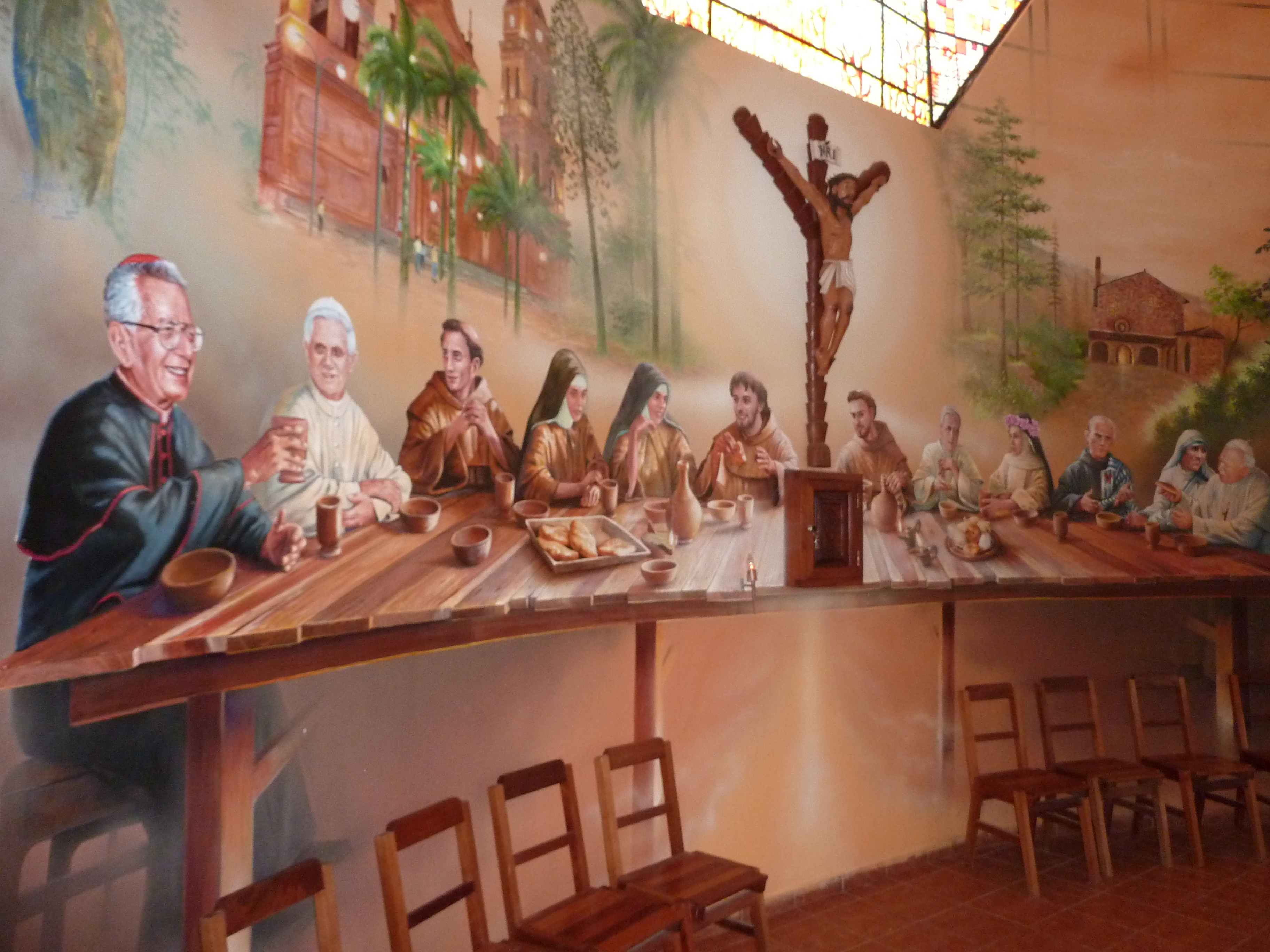
Imagen en la iglesia San Antonio de Padua en la arquidiócesis de Santa Cruz de la Sierra, Bolivia. En la imagen aparecen diferentes figuras del cristianismo compartiendo en torno a la misma mesa del altar: Francisco de Asís, Antonio de Padua, Rosa de Lima, Maximiliano Kolbe, Teresa de Calcuta, y los papas Juan Pablo II y Benedicto XVI, entre otros. Junto a ellos, en uno de los extremos de la mesa, se representa al cardenal Julio Terrazas Sandoval.

El papa Juan Pablo II, lo elevó al rango de cardenal sacerdote, durante el consistorio celebrado el día 21 de febrero del año 2001, obteniendo el título de la diaconía de  San Giovanni Battista de Rossi, con lo que se convirtió en el primer cardenal boliviano nacido en su país.
En la Curia Romana monseñor Terrazas Sandoval fue miembro del Consejo Pontificio para los Laicos y de la Pontificia Comisión para América Latina. Tras el fallecimiento del papa Juan Pablo II, fue uno de los 117 cardenales electores en el Cónclave de 2005, en el que fue elegido el papa Benedicto XVI. Fue el presidente del Departamento de Justicia y Solidaridad del Consejo Episcopal Latinoamericano (CELAM). 
El cardenal Julio Terrazas  fue uno de los cardenales electores en el Cónclave de 2013, que dio comienzo el día 12 de marzo, que elegiría al cardenal Bergoglio nuevo sumo pontífice. El 2 de junio de 2013 el papa Francisco aceptó su renuncia como arzobispo de Santa Cruz de la Sierra. Tras varios decaimientos a su salud, murió de un paro cardíaco el 9 de diciembre de 2015 a los 79 años de edad. Se lo consideró un pastor de excelencia y de tendencias teológicas moderadas, que defendió con valentía los principios de la justicia social. Sus restos mortales descansan en la Catedral de Santa Cruz de la Sierra.

## Reconocimientos
- Doctor honoris causa de la Facultad de Teología de Tréveris, el 12 de noviembre de 2010.